# Miocardiopatía hipertrófica
La miocardiopatía o cardiomiopatía hipertrófica es una enfermedad del miocardio—el músculo del corazón—en el que una porción del él se encuentra hipertrofiado o engrosado sin causa aparente. A pesar de su fama como principal causa de muerte súbita cardíaca en atletas jóvenes, el cuadro reviste especial importancia por provocar muerte súbita cardíaca en cualquier grupo etario y/u originar síntomas cardíacos debilitantes.

## Epidemiología
Pese a que la literatura se centra mayormente en casos de Europa, América y Asia, la miocardiopatía hipertrófica se puede observar en la mayoría de los grupos étnicos. La incidencia de la miocardiopatía hipertrófica es aproximadamente 0,2% a 0,5% de la población general.

## Genética
La cardiomiopatía hipertrófica se hereda como un rasgo autosómico dominante y se atribuye a mutaciones en uno de varios genes que codifican a las proteínas del sarcómero, que es la unidad anatómica y funcional de la fibra muscular. Entre esas proteínas diana de ciertas mutaciones se incluyen la cadena pesada de la miosina cardíaca—el primero de los genes descubiertos en relación con el trastorno—, la actina cardíaca, la troponina T y la troponina I cardíacas, la proteína C ligadora de la miosina cardíaca y la cadena liviana de la miosina. Hasta ahora se conocen más de 400 mutaciones en estos genes, de los cuales aproximadamente un 45% ocurren en el gen de la cadena pesada de la miosina en el cromosoma 14 q11.2-3, mientras que un 35% involucra al gen de la proteína C ligadora de la miosina cardíaca. El pronóstico suele ser variable, en función del gen que esté mutado. En aquellas personas con un antecedente familiar de miocardiopatía hipertrófica, la causa más frecuente de este trastorno es una mutación de novo del gen que produce la cadena pesada de la miosina.
Un polimorfismo genético, es decir, la aparición de una población de proteínas codificadas por múltiples alelos de su gen, en relación con la enzima convertidora de angiotensina (ECA), bien sea por inserción o deleción de nuevos nucleótidos, altera el fenotipo o expresión clínica de la enfermedad. Un genotipo creado por deleción, por ejemplo, se asocia con una hipertrofia más pronunciada del ventrículo izquierdo y con un riesgo mayor de efectos patológicos.

## Etiología
Las miocardiopatías incluyen a cualquier enfermedad primaria del músculo cardíaco. En la miocardiopatía hipertrófica, la alineación normal de la musculatura cardíaca se interrumpe por un trastorno característico llamado desarreglo cardíaco. La cardiomiopatía hipertrófica también causa trastornos en las funciones eléctricas del ciclo cardíaco. Se cree que la cardiomiopatía hipertrófica es el resultado de una mutación en varios genes que causa cambios estructurales en la cadena pesada de una de las proteínas del miocardio llamada miosina. Otras proteínas probablemente asociadas a mutaciones son la troponina cardíaca y la proteína C ligadora de la miosina cardíaca.

## Patología
Si los trastornos en la anatomía normal del corazón causan obstrucción del flujo de la sangre en su salida del ventrículo izquierdo, se puede considerar a una miocardiopatía hipertrófica como obstructiva o no-obstructiva. En la variante obstructiva de una miocardiopatía hipertrófica (HOCM, por sus siglas en inglés) conocida históricamente como estenosis subaórtica hipertrófica idiopática e hipertrofia septal asimétrica. Descritas primero en personas de ascendencia japonesa, la variante no obstructiva de una miocardiopatía hipertrófica es conocida como miocardiopatía hipertrófica apical.
Durante la sístole se crea una zona de baja presión como consecuencia de un acelerado flujo sanguíneo a través de una región más angosta entre el tabique interventricular y las valvas mitrales, causando un efecto Bernoulli, lo cual conlleva a una obstrucción del flujo hacia el exterior del corazón. Se afecta de manera especial la valva anterior de la válvula mitral. El grado de obstrucción varía de un paciente a otro.